# 盧思韋特海峽
盧思韋特海峽（英語：Lewthwaite Strait），是南極洲的海峽，位於南奧克尼群島，處於科羅內申島和鮑威爾島之間，寬5公里，在1821年12月由英國捕海豹者發現，現時由南極條約體系管理。